# Colin Hanks

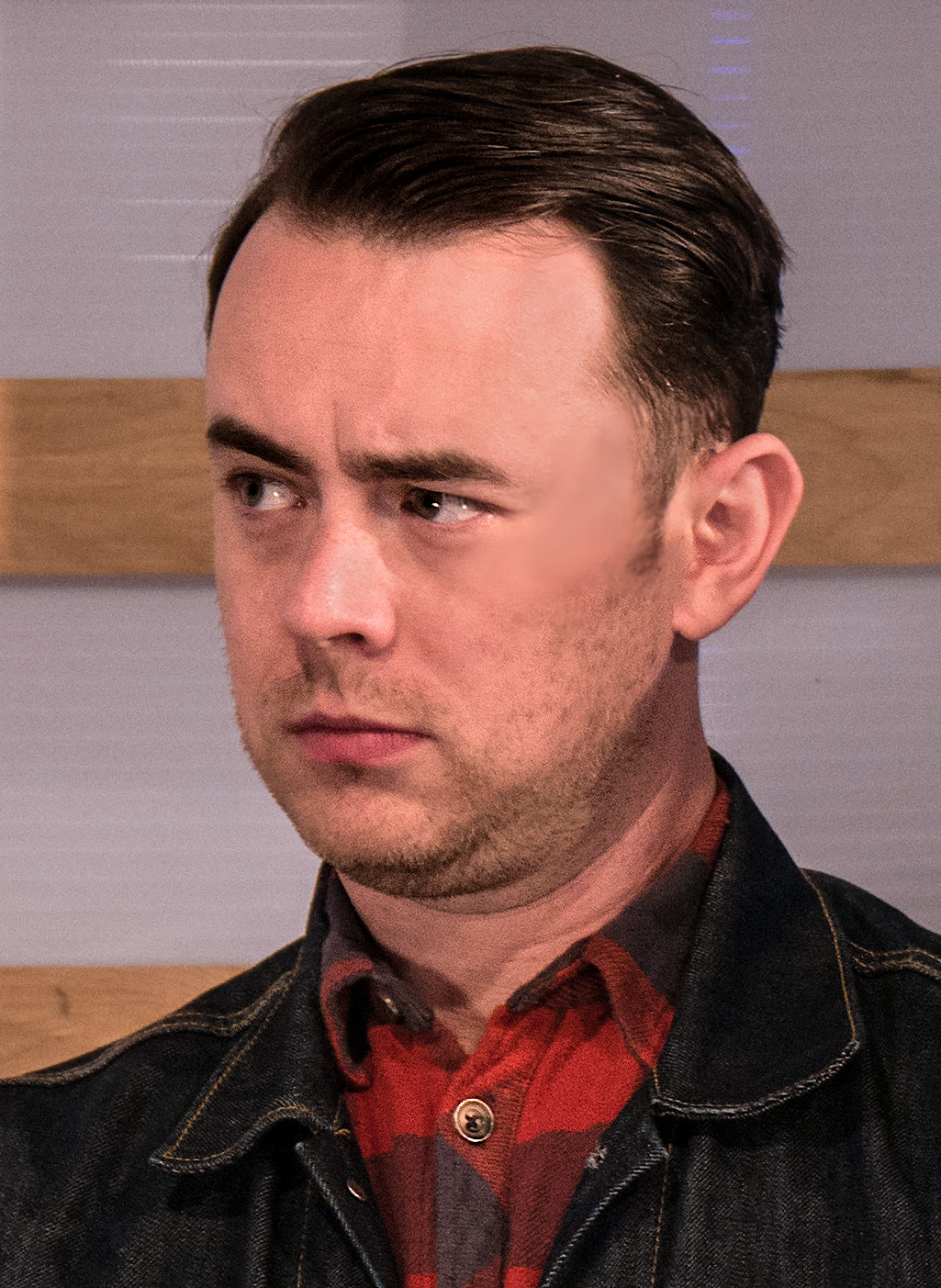
Colin Hanks (2015)

Colin Lewes Hanks (* 24. November 1977 in Sacramento, Kalifornien als Colin Lewes Dillingham) ist ein US-amerikanischer Schauspieler.

## Leben
Colin Hanks kam 1977 als ältester Sohn des Schauspielers Tom Hanks und dessen erster Frau Samantha Lewes (geborene Dillingham) zur Welt. Dieser Ehe entstammt auch seine Schwester, Elizabeth (* 1982). Seine beiden Halbbrüder, Chester (* 1990) und Truman (* 1995), gingen aus Hanks’ zweiter Ehe mit der Schauspielerin Rita Wilson hervor.
Bis 1978 trug er den Namen Colin Lewes Dillingham. Als seine Eltern heirateten, wurde sein Nachname in Hanks geändert. Während seiner Schulzeit an der Sacramento Country Day School trat Hanks in Amateurvideos und kleineren Theaterproduktionen auf. Nach dem Besuch der Highschool studierte er zunächst an der Chapman University in Orange County und weiterführend an der Loyola Marymount University in Los Angeles Schauspiel.

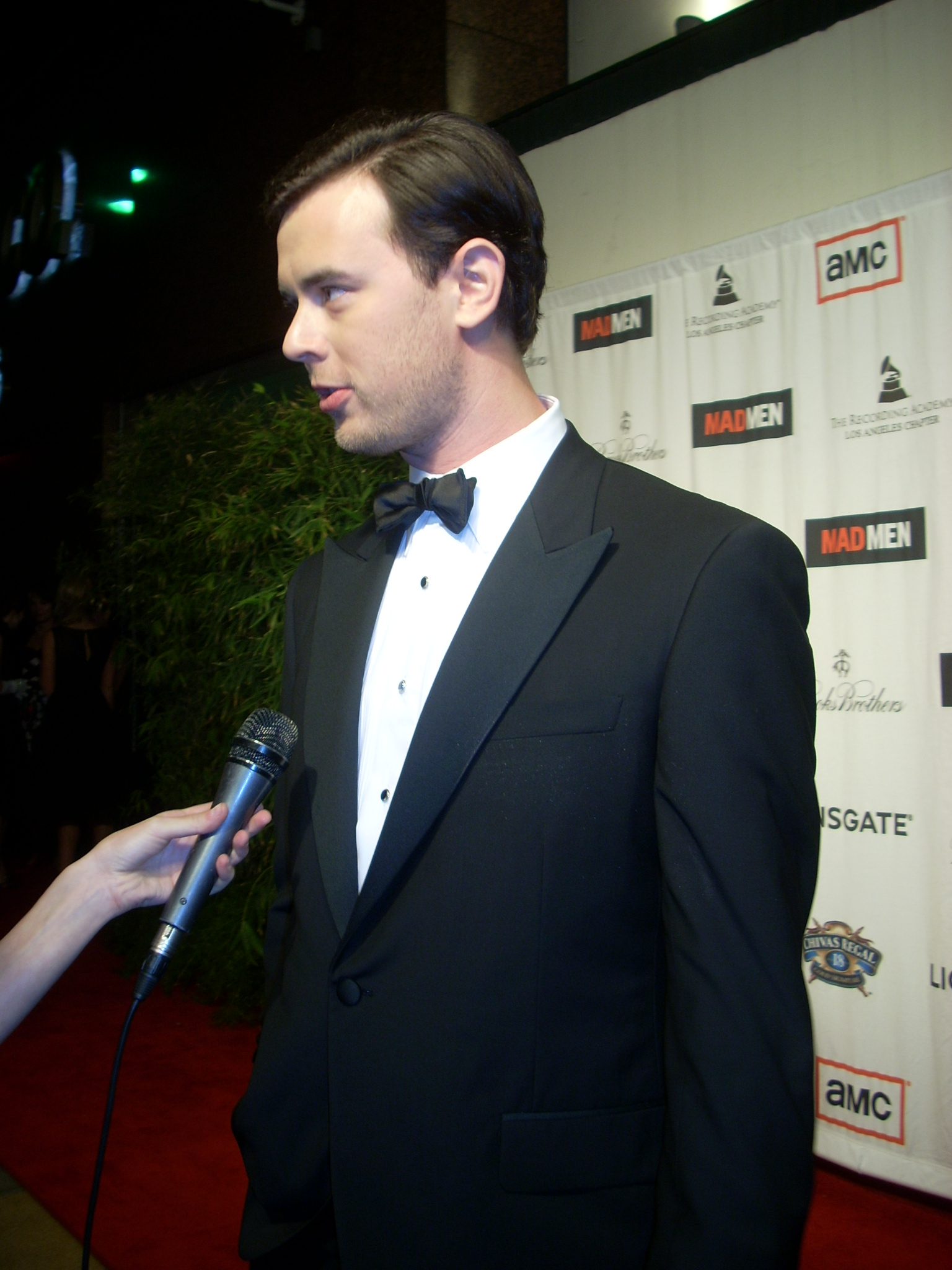
Hanks im Oktober 2008

Seinen ersten Kontakt mit dem Filmbusiness hatte Hanks 1995 auf dem Set von Apollo 13, wo sein Vater eine der Hauptrollen hatte und er als Produktionsassistent tätig war. Der erste kleine Filmauftritt folgte in der Komödie That Thing You Do! (1996) an der Seite seines Vaters. Es folgte eine regelmäßige Rolle in der Fernsehserie Roswell, in der er von 1999 bis 2001 Alex Whitman verkörperte. Ebenso wirkte er in zwei Folgen der 2001 erschienenen und von seinem Vater mitproduzierten Mini-Serie Band of Brothers als Lt. Henry Jones mit. In Nix wie raus aus Orange County (2002) und King Kong (2005) war er jeweils an der Seite von Jack Black zu sehen. 2008 spielte er unter anderem in Untraceable und W. – Ein missverstandenes Leben, 2011 in der sechsten Staffel der Serie Dexter den Serienkiller Travis Marshall. In der ersten Staffel der Fernsehserie Fargo, die auf dem gleichnamigen Film von Ethan und Joel Coen basiert, spielte Hanks neben Martin Freeman, Billy Bob Thornton und Allison Tolman eine der Hauptrollen. Von September 2015 bis 2019 war er neben Betsy Brandt in der Sitcom Life in Pieces zu sehen.
Am 8. Mai 2010 heiratete Colin Hanks Samantha Bryant. Zusammen haben sie zwei Töchter (geboren 2011 und 2013).

## Auszeichnungen
2002 wurde Hanks mit dem Young Hollywood Award in der Kategorie One to Watch ausgezeichnet und bekam eine Nominierung für den MTV Movie Award für die Beste männliche Performance in Nix wie raus aus Orange County. 2011 wurde er zusammen mit der restlichen Besetzung der sechsten Staffel von Dexter für einen Screen Actors Guild Award vorgeschlagen. Für seine Rolle in Fargo wurde Hanks 2014 als Bester Nebendarsteller in einer Miniserie bzw. einem Fernsehfilm für einen Emmy Award nominiert.

## Filmografie (Auswahl)
- 1996: That Thing You Do!
- 1999–2001: Roswell (Fernsehserie, 33 Folgen)
- 2000: Hoffnungslos verliebt (Whatever It Takes)
- 2001: Ran an die Braut (Get Over It)
- 2001: Band of Brothers – Wir waren wie Brüder (Band of Brothers, Fernsehminiserie, 2 Folgen)
- 2002: Nix wie raus aus Orange County (Orange County)
- 2003: 11:14
- 2004: O.C., California (The O.C., Fernsehserie, eine Folge)
- 2005: Rx
- 2004: Standing Still – Blick zurück nach vorn (Standing Still)
- 2005, 2008: Numbers – Die Logik des Verbrechens (Numb3rs, Fernsehserie, 2 Folgen)
- 2005: Magnificent Desolation: Walking on the Moon 3D (Dokumentation, Kurzfilm)
- 2005: King Kong
- 2006: Alone With Her
- 2006: Kings of Rock – Tenacious D (Tenacious D in The Pick of Destiny)
- 2007: Careless
- 2008: Der große Buck Howard (The Great Buck Howard)
- 2008: Untraceable
- 2008: Lauschangriff – My Mom’s New Boyfriend (My Mom’s New Boyfriend)
- 2008: House Bunny (The House Bunny)
- 2008: W. – Ein missverstandenes Leben (W.)
- 2008: Mad Men (Fernsehserie, 3 Folgen)
- 2010: High School – Wir machen die Schule dicht (High School)
- 2010: The Good Guys (Fernsehserie, 20 Folgen)
- 2011: Dexter (Fernsehserie, 12 Folgen)
- 2011: Lucky
- 2012: Unterwegs mit Mum (The Guilt Trip)
- 2012: Burning Love (Fernsehserie, 8 Folgen)
- 2013: Parkland
- 2013: Navy CIS (NCIS, Fernsehserie, 3 Folgen)
- 2014: Fargo (Fernsehserie, 10 Folgen)
- 2015: Mom (Fernsehserie, Folge 2x09)
- 2015: Vacation – Wir sind die Griswolds (Vacation)
- 2015–2019: Life in Pieces (Fernsehserie)
- 2016: Elvis & Nixon
- 2017: Band Aid
- 2017: Jumanji: Willkommen im Dschungel (Jumanji: Welcome to the Jungle)
- 2019: Jumanji: The Next Level
- 2021: How It Ends
- 2022: The Offer (Fernsehserie)
- 2025: Nobody 2